# Pleurotomaria bodana
Pleurotomaria bodana is een fossiele slakkensoort uit de familie van de Pleurotomariidae. De wetenschappelijke naam van de soort is voor het eerst geldig gepubliceerd in 1855 door Roemer.